# Patrizia Cavalli
Patrizia Cavalli (Todi, 17 de abril de 1947 - Roma 21 de junio de 2022) fue una poeta y escritora italiana.

## Biografía
Nació y se crio en la localidad italiana de Todi. Estudió en el liceo clásico Jacopone de Todiy en 1968 se trasladó a Roma. Durante sus estudios de Filosofía conoció a la novelista Elsa Morante, quien descubrió en ella la vocación por la poesía y de su relación surgió en 1974 el primer poemario que le dedicó.En 1976 fue incluida por Biancamaria Frabotta en la antología Donne in poesia - Antologia della poesia femminile in Italia dal dopoguerra ad oggi, junto a autoras como Maria Luisa Spaziani, Vivian Lamarque, Amelia Rosselli y Anna Maria Ortese.
Publicó algunos recopilatorios de éxito como el poemario Einaudiː Mis poemas no cambiarán el mundo (1974), Il cielo (1981), L'io singulara proprio mio (1992). Estas tres antologías se reunirán en el volumen Poesie (1974-1992) ( 1992 ) en 1993, ganador del Premio de Poesía Paolo Prestigiacomo (1.ª edición). Publicó de nuevo con Einaudiː Semper Aperto Teatro (1999, Premio Literario Viareggio-Repaci),Pigre divinity e lazy fatale (2006, Premio Dessì), Datura (2013) y Vita maravillosa (2020).
Su única obra narrativa fue la colección de prosas Con passi giapponesi, (2019), ganadora del Premio Campiello - Selección del Jurado de Literatura.
También tradujo para Einaudi Amphitryon de Molière y El sueño de una noche de verano de Shakespeare; y del mismo autor tradujo Otelo que fue llevada a la escena por el director y actor Arturo Cirillo en 2009.
Junto a la cantautora Diana Tejera creó el libro/disco Al cuore fa bene fare le scala publicado por Voland/Bideri en 2012. Con Tejera y Chiara Civello escribió la canción E se (Premio Betocchi - Città di Firenze 2017).
Murió en junio de 2022 en Roma, a la edad de 75 años, tras una larga enfermedad. 

## Estilo literario
La poesía de Patrizia Cavalli se caracteriza por una técnica poética compleja. Las medidas métricas que utiliza son clásicas, pero el léxico y la sintaxis son los del lenguaje contemporáneo. Los poetismos y manierismos están ausentes y el lenguaje es cotidiano y familiar, sin perder profundidad de análisis y con una gran sensibilidad por los dolores y las alegrías de la vida. En una entreevista, Cavalli declaró su homosexualidad y subrayó el papel de fuertes sensaciones emocionales y somáticas como "alguna forma extática de adoración, o de desdén, o de odio; algo corpóreo que se apodera de mí, deseo o dolor de cabeza" como principal impulso hasta la raíz de su poesía.

## Obras

### Poesía
- Le mie poesie non cambieranno il mondo, Einaudi, Torino, 1974.
- Il cielo, Einaudi, Torino, 1981.
- L'io singolare proprio mio, Einaudi, Torino, 1992.
- Poesie (1974-1992), Einaudi, Torino, 1992 (raccolta che assomma le tre precedenti).
- Sempre aperto teatro, Einaudi, Torino, 1999.
- La guardiana, nottetempo, Roma, 2005.
- Pigre divinità e pigra sorte, Einaudi, Torino, 2006 (contiene La guardiana).
- La patria, nottetempo, Roma, 2011.
- Al cuore fa bene far le scale (con Diana Tejera), Voland, Roma, 2012.
- Datura, Einaudi, Torino, 2013 (contiene La patria).
- Flighty matters, Quodlibet, Macerata, 2017.
- Vita meravigliosa, Einaudi, Torino, 2020.

### Prosa
- Con passi giapponesi, Einaudi, Torino, 2019.

### Traducciones
Al italianoː
- William Shakespeare, El sueño de una noche de verano, Einaudi, Turín, 1996.
- Molière, Anfitrione, Einaudi, Turín, 2009.
- Shakespeare en escena, nottetempo, Roma, 2016 (contiene las siguientes traducciones: La tempestad, Sueño de una noche de verano, Otelo y Noche de Reyes ).

## Discografía
- 2014 – Albumː Al cuore fa bene fare le scale (con Diana Tejera)

## En la cultura de masas
- Aparece en la película colectiva Amore e Rabbia (1969), en el episodio Discutiamo, didiscussiamo dirigido por Marco Bellocchio, interpretando a una estudiante revolucionaria.
- Mis poemas no cambiarán el mundo (2023), documental dirigido por Francesco Piccolo y Annalena Benini presentado en la 20ª edición de las Giornate degli Autori en la sección Notti Veneziane .
- Así un niño se convierte en poeta (2023), cortometraje dirigido por Céline Sciamma y estrenado, como evento especial, en la 20ª edición de las Giornate degli Autori .